# Tadej Pogačar
Tadej Pogačar (Komenda, 1998. szeptember 21. –) világbajnok szlovén profi kerékpárversenyző. A 2020-as, a 2021-es, 2024-es és 2025-ös Tour de France győztese. Ezeken túl a 2024-es Giro d'Italia nyertese, valamint a 2019-es Vuelta harmadik helyezettje, 2024 országútikerékpár-világbajnoka mezőnyversenyben, valamint olimpiai bronzérmes.

## Pályafutása
Pogačar mindössze kilencéves volt, amikor a bátyja hatására beleszeretett a kerékpározásba. 2019-ben debütált a World Tourban az UAE Team Emirates csapatában. Csupán néhány hónappal a bemutatkozása után megnyerte a kaliforniai körversenyt, majd később az algarvei körversenyen is diadalmaskodni tudott. Ebben az évben rögtön részt is vehetett az első háromhetes körversenyén is, mégpedig a Vueltán. Nem is sikerülhetett volna jobban a bemutatkozása: 3 szakaszt is meg tudott nyerni és a fiatalok versenyét is az élen zárta. De ami még ennél is hihetetlenebb, hogy képes volt az összetettben a dobogón végezni, Roglič és Valverde mögött a harmadik lett, de megelőzte többek között a kétszeres Grand Tour-győztes Quintanát is.
A 2020-as esztendő is jól indult neki, a szlovén időfutam bajnokságon 2019 után ismét nem talált legyőzőre, a mezőnyversenyen pedig Primož Roglič mögött a második helyen végzett. Augusztusban bemutatkozott a Tour de France-on is, amelyet az utolsó előtti szakasz szenzációs időfutam-győzelmével meg is nyert honfitársa előtt, ezzel az első szlovén bajnok, valamint minden idők második legfiatalabb győztese lett. 2021-ben megvédte a sárga trikót, a tokiói olimpia mezőnyversenyében pedig bronzérmet szerzett.
2022-ben és 2023-ban egyaránt csak a 2. helyezést tudta megszerezni a Touron a dán Jonas Vingegaard mögött.
A 2024-es évben elő alkalommal indult el a Giro d' Italián, ezzel megnyílt előtte az esély, hogy mindössze harmadikként teljesíthesse a kerékpársport nagy tripláját: az egy naptári éven belüli Giro- és Tour-, valamint egyéni világbajnoki győzelmet. 
Az év 57 versenynapja során 25 alkalommal nyert, köztük három egynapost, míg a Sanremón 3. lett. A Girón és a Touron is nyert 6-6 szakaszt, a rózsaszín trikót 19, a sárgát pedig 18 szakaszon keresztül viselte. A szezon csúcspontjként Zürichben 100 kilométeres támadással nyerte meg a világbajnokságot, ezzel szerezve meg a 3 legfőbb címet egyetlen év alatt.
2025-ben megszerezte negyedik Tour-győzelmét is, ezzel az örökranglistán utolérve Chris Froome-ot, és mindössze az öt-öt győzelemmel rendelkező négy versenyző áll még előtte.

## Eredményei
| Grand Tour eredményei |      |      |      |      |      |      |      |      |
| Grand Tour            | 2019 | 2020 | 2021 | 2022 | 2023 | 2024 | 2025 | 2026 |
| Giro d’Italia         | —    | —    | —    | —    | —    | 1.   | —    |      |
| Tour de France        | —    | 1.   | 1.   | 2.   | 2.   | 1.   | 1.   |      |
| Vuelta a España       | 3.   | —    | —    | —    | —    | —    | —    |      |
| Egyhetesek            |      |      |      |      |      |      |      |      |
| Verseny               | 2019 | 2020 | 2021 | 2022 | 2023 | 2024 | 2025 | 2026 |
| Párizs–Nizza          | —    | —    | —    | —    | —    | 1.   | —    |      |
| Tirreno–Adriatico     | —    | —    | —    | 1.   | 1.   | —    | —    |      |
| Katalán körverseny    | –    | ×    | —    | —    | —    | 1.   | —    |      |
| Baszk körverseny      | 6.   | ×    | 3.   | —    | —    | —    | —    |      |
| Tour de Romandie      | —    | ×    | —    | —    | —    | —    | —    |      |
| Critérium du Dauphiné | —    | 4.   | —    | —    | —    | —    | 1.   |      |
| Tour de Suisse        | —    | ×    | —    | —    | —    | —    | —    |      |